# Lennart Fagerlund
Lennart Fagerlund (* 2. April 1952 in Nässjö) ist ein ehemaliger schwedischer Radsportler.

## Sportliche Laufbahn
Sein erster Erfolg war der Gewinn der Gesamtwertung des 6-Dagarsloppet  in der Jugendklasse 1967. Als Amateur startete er für den Mariestadtcyclisten. Sein erster bedeutender Erfolg war der Sieg bei der Nordischen Meisterschaft der Junioren im Straßenrennen 1970. Fagerlund blieb trotz Angeboten aus der Profiszene während seiner Laufbahn Amateur.
Fagerlund wurde 1974 mit Sven-Åke Nilsson, Bernt Johansson und Tord Filipsson Weltmeister im Mannschaftszeitfahren auf der Straße. In dieser Disziplin hatte er bereits im Jahr zuvor mit dem schwedischen Team (mit Leif Hansson an Stelle von Johansson) die Bronzemedaille erkämpft.
Bei den UCI-Weltmeisterschaften im Straßenrennen startete er zweimal, 1973 wurde er 22., 1978 56.
1979 konnte er den Titel bei der schwedischen Meisterschaft im Straßenrennen gewinnen. Im Mannschaftszeitfahren wurde er mit seinem Verein dreimal schwedischer Meister. Mit der Mannschaft Schwedens gewann er ebenfalls dreimal die Skandinavische Meisterschaft im Mannschaftszeitfahren. Seine besten Platzierungen bei internationalen Etappenfahrten hatte er 1978 mit dem 2. Platz im Milk Race bei einem Etappensieg. Fagerlund startete 1977 auch bei der Internationalen Friedensfahrt, musste nach einem Sturz aber das Rennen vorzeitig beenden.
An den Olympischen Spielen nahm er 1972 in München teil und beendete das Straßenrennen als 42.

## Berufliches
Nach seiner sportlichen Laufbahn arbeitete Fagerlund als Sportlehrer an einer Schule in Uddevalla.